# Heninel Communal Cemetery Extension
Heninel Communal Cemetery Extension is een begraafplaats gelegen in de Franse plaats Héninel (Pas-de-Calais). De militaire graven worden onderhouden door de Commonwealth War Graves Commission.
De begraafplaats telt 133 geïdentificeerde Gemenebest graven uit de Eerste Wereldoorlog.